# Góra Przykra
Góra Przykra (818 m n.p.m.), Przykra (824 m) – niewybitny szczyt w bocznym ramieniu Pasma Błatniej w północnej części Beskidu Śląskiego.
Przykra jest pierwszym wzniesieniem w grzbiecie odchodzącym w kierunku północnym od szczytu Błatniej, od której oddzielona jest Siodłem pod Przykrą. Jest również zwornikiem dla rozgałęziających się tu grzbietów Wielkiej Polany i Palenicy.
Przykra jest całkowicie porośnięta lasem. Z dolin u jej podnóży wypływają potoki Błatnia, Jasienica i Szeroki Potok. Grzbietem biegnie granica administracyjna między miastem Bielsko-Biała i wsią Jaworze w województwie śląskim, w powiecie bielskim.

## Szlaki turystyczne
Grzbietem biegnie także niebieski szlak turystyczny z Bielska-Białej Wapienicy na Błatnią, zaś na przełęczy dołącza do niego żółty szlak z Jaworza Górnego.
 Wapienica Górna – Jezioro Wapienickie – Kopany – Wysokie – Góra Przykra – Siodło pod Przykrą – Błatnia. Odległość 8,2 km, suma podejść 560 m, czas przejścia 2:30 godz., z powrotem 1:50 godz.
 Jaworze – stok Ostrego – stok Wielkiej Polany – stok Przykrej – Siodło pod Przykrą – Błatnia. Odległość 6 km, suma podejść 510 m, czas przejścia 2:20 godz., z powrotem 1:30 godz.